# Numidia
Numidia è la denominazione, nell'antichità, di quella parte dell'Africa compresa tra la Mauretania (all'incirca l'attuale Marocco) e i territori controllati da Cartagine (la zona dell'attuale Tunisia). Corrispondeva quindi, grosso modo, alla parte nord-orientale dell'attuale Algeria (anche se spesso nella storia i suoi confini mutarono anche di molto). Essa ospitò diversi regni berberi e divenne in seguito una provincia dell'Impero romano.

## Territorio e popolazione
Il termine Numidia andò precisandosi nella sua determinazione geografica in età romana. Da principio, esso indicava genericamente i territori a occidente di Cartagine: Polibio ed altri storici lo usavano per indicare tutto il territorio fino al fiume Molochat (oggi Muluia), a circa 150 km a ovest di Orano.
Era abitata dai Numidi, nome che probabilmente riproduce un nome locale di popolazione, ma che molti hanno interpretato come equivalente alla parola greca Nomades indicante "pastori" nomadi, e ne hanno dedotto che i Numidi erano in origine popolazioni nomadi dedite alla pastorizia. È però un dato di fatto che la maggior parte dei Numidi fosse costituita da agricoltori sedentari. Addirittura Erodoto, descrivendo le popolazioni del Nordafrica (Storie IV, 191), opera una netta distinzione tra i "Libi agricoltori" (arotêres), in tutti i territori a ovest della Libia (coincidenti in gran parte con la Numidia), e quelli nomádes a est della Tripolitania.

## Il regno indipendente
Nel III secolo a.C., i Numidi erano divisi in due regni, corrispondenti a due grandi gruppi tribali, i Massili nella Numidia orientale, e i Massesili in quella occidentale. Trovandosi nella sfera di influenza di Cartagine, i Numidi fornivano tradizionalmente al suo esercito una rinomata cavalleria.
All'epoca della seconda guerra punica, i Massesili, comandati da Siface, si schierarono con i Cartaginesi, mentre i Massili (il cui territorio era stato occupato da Siface), sotto il comando di Massinissa, si allearono con i Romani. Alla fine della guerra, i Romani, vittoriosi, concessero tutta la Numidia a Massinissa, il cui territorio arrivò così ad abbracciare una vasta regione che dalla Mauretania arrivava fino ai confini del territorio cartaginese, e a sudest giungeva fino alla Cirenaica, in modo che la Numidia circondava completamente Cartagine, tranne che per il lato verso il mare (Appiano, Punica, 106).

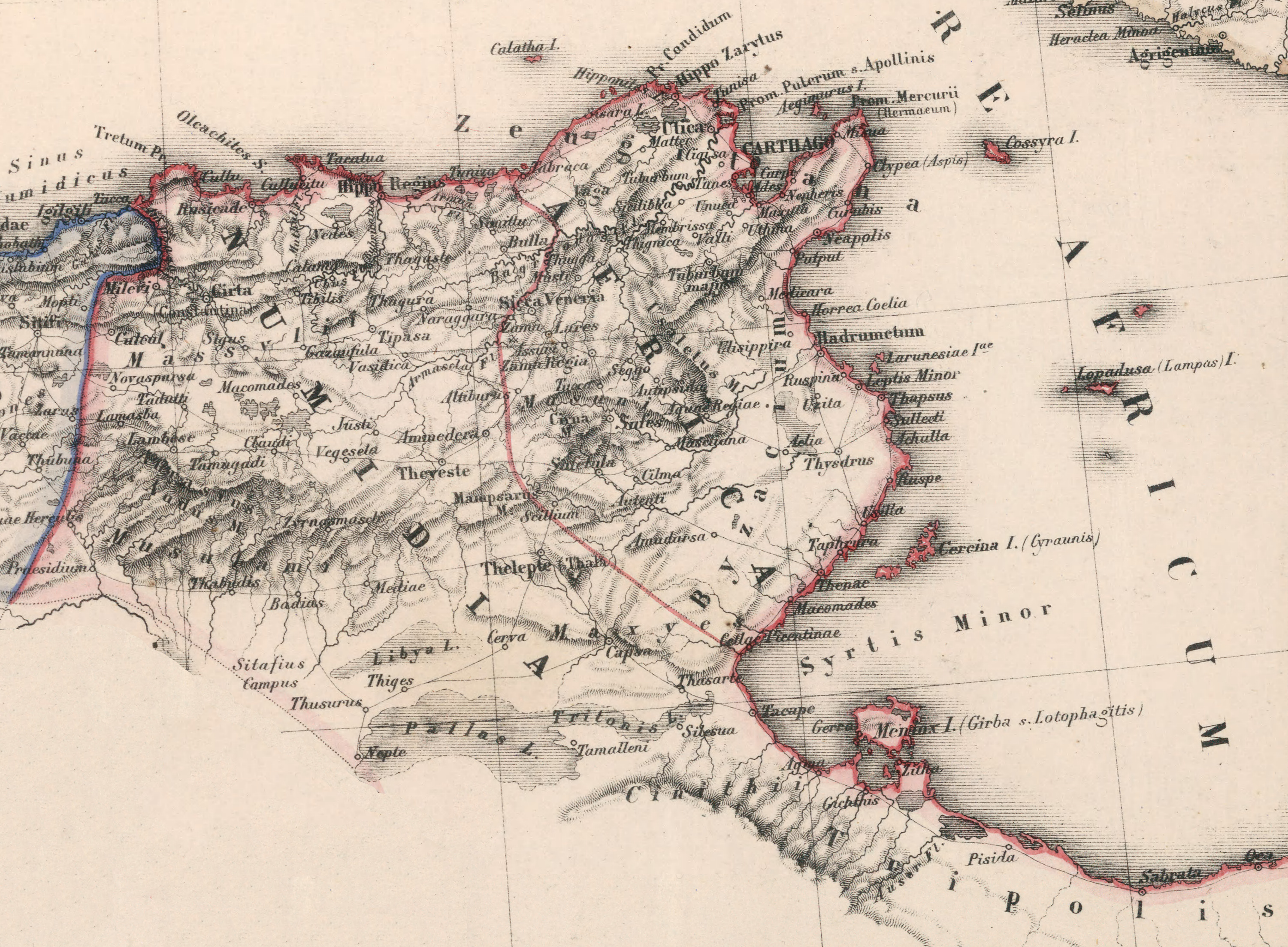
Regno di Numidia dopo la sconfitta da parte di Roma nella guerra giugurtina.

Alla morte di Massinissa, nel 148 a.C., Scipione Emiliano volle che il regno fosse condiviso tra i tre figli del re, Micipsa (il maggiore), Gulussa e Mastanabale. Rimasto unico sovrano dopo la morte dei fratelli, Micipsa combatté a fianco dei Romani nella terza guerra punica. Quando morì lasciò il potere, in condivisione, ai suoi due figli Aderbale e Iempsale, ed al nipote e figlio adottivo Giugurta. Quest'ultimo, intenzionato a ristabilire l'unità del regno, fece assassinare Iempsale, mentre Aderbale si era rifugiato presso i Romani. Questi colsero il pretesto per scatenare la guerra giugurtina nel 113 a.C., ricordata da Sallustio nel suo Bellum Iugurthinum: Giugurta venne sconfitto da Mario, portato prigioniero a Roma e messo a morte nel Carcere Mamertino nel 105 a.C. La Numidia occidentale venne incorporata nei possedimenti di Bocco, re di Mauretania, mentre il resto (ad esclusione di Cirene e delle regioni più orientali) continuò ad essere governato da re indigeni, sostanzialmente vassalli di Roma.

## La Numidia romana

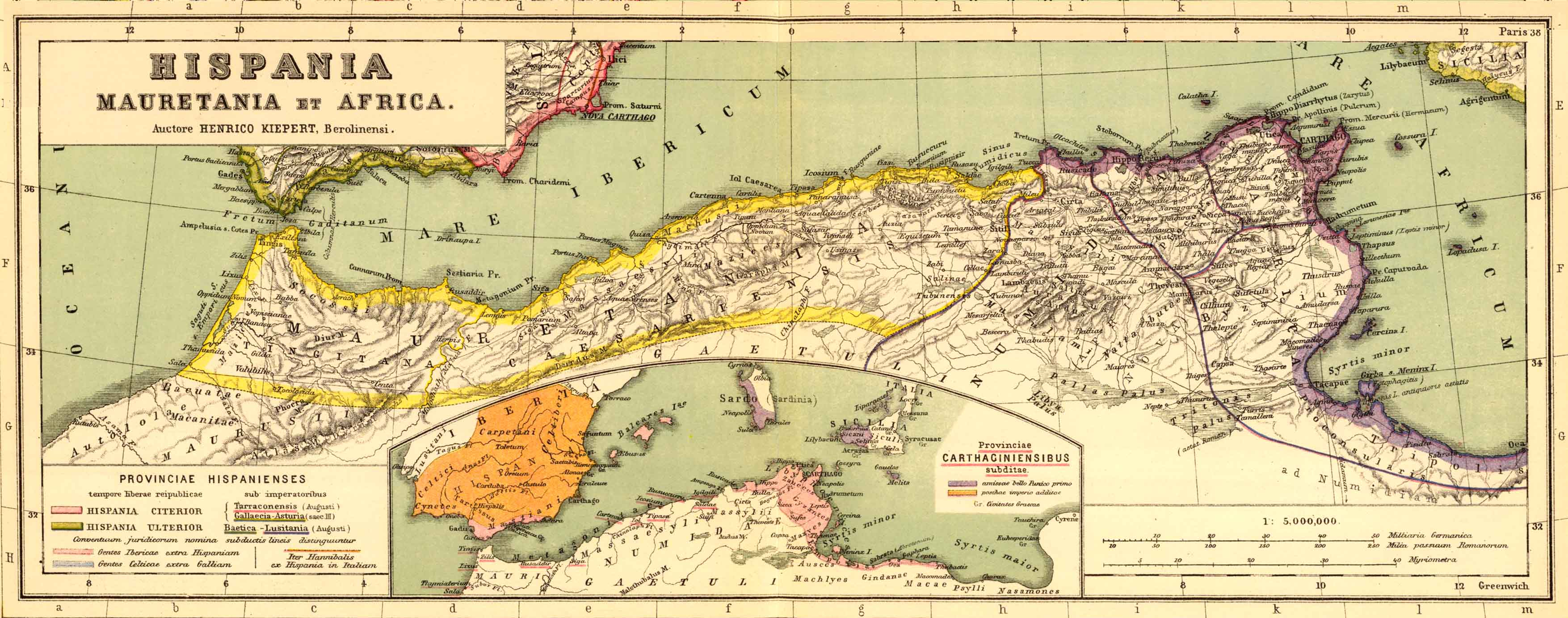
Regni di Mauretania e Numidia dopo la spartizione.

Questa situazione durò fino alla guerra civile tra Giulio Cesare e Pompeo: dopo la sconfitta di quest'ultimo, il re di Numidia Giuba I, che era stato suo alleato, venne sconfitto a Tapso e si diede la morte nel 46 a.C. La maggior parte del suo regno divenne una provincia romana, col nome di Africa Nova. Nel 25 a.C. al figlio dell'ultimo re, Giuba II, venne assegnato il Regno di Mauretania nel 25 a.C., e così l'antico territorio del Regno di Numidia fu spartito tra la provincia romana dell'Africa Proconsolare e il Regno di Mauretania (anch'esso annesso da Roma nel 40 d.C.).
Come parte dell'Impero romano, la Numidia fu molto romanizzata, e disseminata di città.

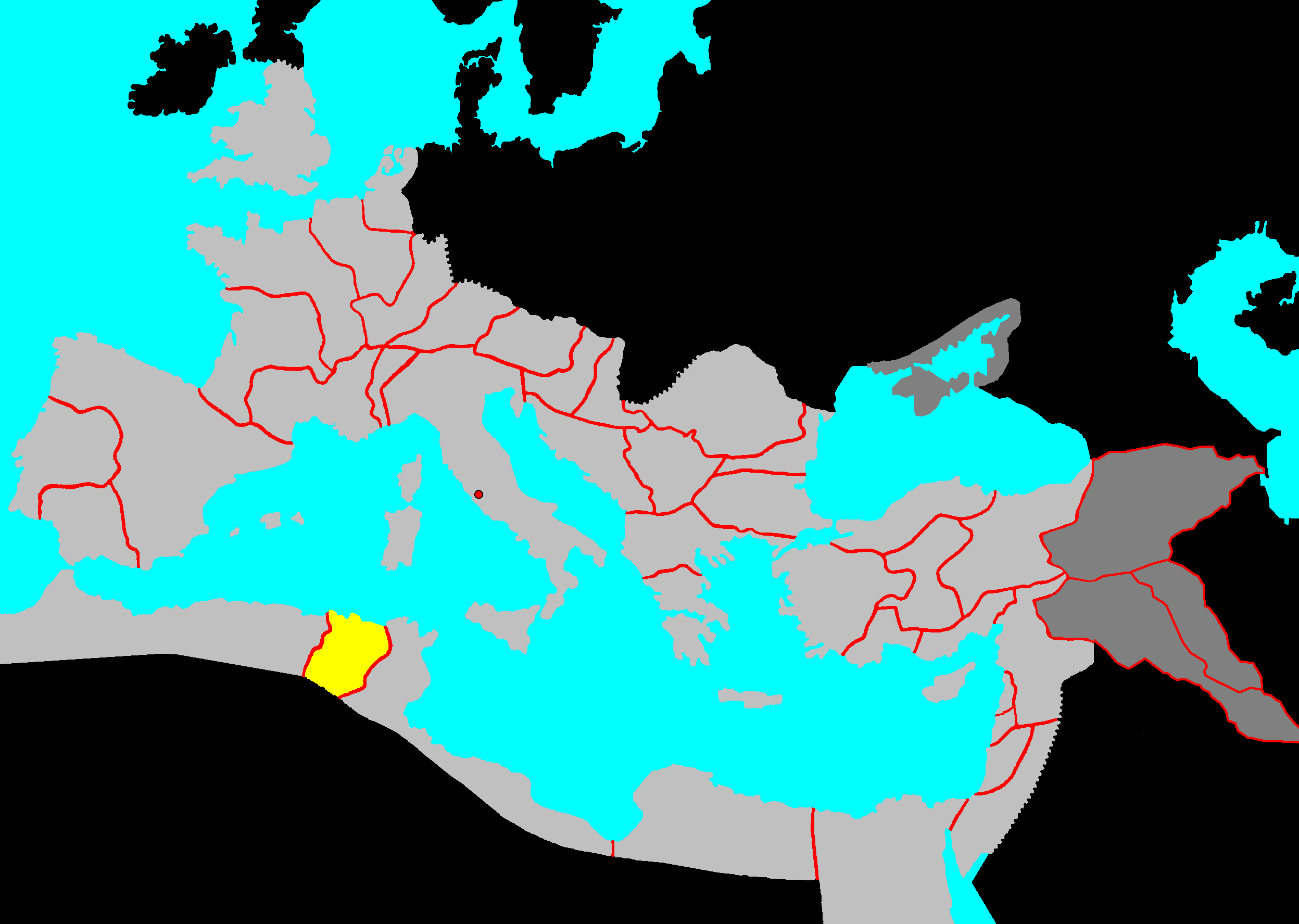
Posizione della Numidia nell'Impero romano

Nel 193, sotto Settimio Severo, la Numidia venne separata dall'Africa Proconsolare, e governata da un procuratore imperiale, sebbene il legatus legionis della legio III Augusta già sotto Caligola (38 d.C.) fosse stato reso indipendente dal governatore dell'Africa. Alla fine, nel quadro della riorganizzazione dell'impero operata da Diocleziano, la Numidia divenne una delle sette province della diocesi d'Africa, col nome di Numidia Cirtensis.
L'invasione dei Vandali nel 428 diede inizio a una lenta decadenza, accompagnata da fenomeni di desertificazione. Il Regno vandalo durò fino al 534.
Riconquistata dai generali di Giustiniano, la Numidia restò bizantina fino alla conquista araba, avvenuta tra il 696 e il 708.

### Città della Numidia
Le città principali della Numidia romana erano a nord Cirta (oggi Costantina), la capitale (con il suo porto di Rusicadae, oggi Skikda), e Hippo Regius (Ippona, oggi Annaba), nota come la sede vescovile di sant'Agostino. A sud, nell'interno, delle strade militari conducevano a Theveste (oggi Tébessa) e Lambaesis (oggi Lambèse) dove vi sono ancor oggi numerosi resti romani, collegate rispettivamente con Cirta e Ippona.
Lambaesis fu la sede della Legio III Augusta, oltre a essere il centro strategicamente più importante, dal momento che controllava i passi del Mons Aurasius (Aurès), un massiccio montuoso che separava la Numidia dai territori abitati dai Getuli, tribù nomadi del deserto, e che venne gradualmente occupato per intero dai Romani. Oltre a queste città ve ne sono almeno una ventina di altre di cui si sa che, in questa o quell'occasione, ricevettero il titolo e lo statuto di colonie romane; e nel V secolo la Notitia Dignitatum enumera non meno di 123 sedi episcopali che furono rappresentate al concilio di Cartagine nel 479.